# Николай Младенов (актьор)
Вижте пояснителната страница за други личности с името Николай Младенов.
Николай Младенов е български актьор.

## Биография
Николай Младенов е роден през 1978 г. Завършил е Национална академия за театрално и филмово изкуство, специалности „Актьорство за драматичен театър“, „Театрално изкуство“ и „Мениджмънт в сценичните изкуства“. Реализирал е независими театрални проекти, сред които: „Домът на Бернарда Алба“, „Кървава сватба“ и „Йерма“ от Ф. Г. Лорка, „Колекцията“ от Харолд Пинтър и др. Има богат административен опит като директор на Учебния драматичен театър на НАТФИЗ и изпълнителен директор на Международния фестивал на младите в изкуствата „VIA PONTICA“ в Балчик. Работи и за Международния театрален фестивал „Варненско лято“.
От ноември 2013 г. е заместник-директор на Сатиричен театър „Алеко Константинов“.